# Wladislaw Walerjewitsch Mylnikow
Wladislaw Walerjewitsch Mylnikow (russisch Владислав Валерьевич Мыльников; * 12. September 2000 in Kursk) ist ein russischer Florettfechter.

## Erfolge
Wladislaw Mylnikow gab im Dezember 2016 beim Weltcup in London sein internationales Debüt. In den Jahren 2018 und 2019 wurde er mit der russischen Mannschaft jeweils Junioren-Weltmeister, beide Male unter anderem mit den Zwillingsbrüdern Kirill und Anton Borodatschow. Bei den 2021 ausgetragenen Olympischen Spielen 2020 in Tokio ging Mylnikow für die unter dem Teamnamen „ROC“ startende russische Delegation in zwei Wettbewerben an den Start. Im Einzelwettbewerb gelang ihm nach einem Auftaktsieg auch ein Sieg gegen den topgesetzten Gerek Meinhardt, ehe er im Achtelfinale gegen Alaaeldin Abouelkassem aus Ägypten ausschied.
In der Mannschaftskonkurrenz bildete Mylnikow mit Timur Safin, Kirill Borodatschow und Anton Borodatschow ein Team. Nach einem 45:39-Erfolg gegen Hongkong und einem 45:41-Sieg gegen die US-amerikanische Équipe trafen die Russen im Duell um den Olympiasieg auf die französische Mannschaft. Mit 28:45 war sie dieser deutlich unterlegen und erhielt damit die Silbermedaille.